# الحبيل (الأقصر)
قرية الحبيل هي إحدى القرى التابعة لمركز البياضية في محافظة الأقصر في جمهورية مصر العربية. حسب إحصاءات سنة 2006، بلغ إجمالي السكان في الحبيل 15561 نسمة، منهم 7643 رجل و7918 امرأة.